# 石滩镇 (南江县)
石滩镇，原为石滩乡，是中华人民共和国四川省巴中市南江县下辖的一个乡镇级行政单位。2019年12月，撤乡设镇。

## 行政区划
石滩镇下辖以下地区：
石滩社区、雪花寺社区、碾子咀村、母家坪村、宋家坪村、王光山村、档头岭村、石河寨村、雪花寺村、赵家河村和铺垭庙村。